# HB Eschois Fola
L'Handball Eschois Fola era una squadra di pallamano maschile lussemburghese con sede a Esch-sur-Alzette.

È stata fondata nel 1933; nel 2001 si è fusa con l'HC La Fraternelle Esch formando l'Handball Esch.

## Palmarès

### Titoli nazionali
- Campionato lussemburghese di pallamano maschile: 21
  - 1936-37, 1937-38, 1938-39, 1946-47, 1947-48, 1949-50, 1950-51, 1951-52, 1952-53, 1953-54
  - 1959-60, 1960-61, 1962-63, 1973-74, 1974-75, 1977-78, 1978-79, 1982-83, 1986-87, 1987-88
  - 1988-89.
- Coupe de Luxembourg: 16
  - 1949-50, 1950-51, 1951-52, 1952-53, 1953-54, 1954-55, 1959-60, 1960-61, 1962-63, 1964-65
  - 1970-71, 1973-74, 1974-75, 1977-78, 1981-82, 1983-84.